# Cotxa de Hodgson
La cotxa de Hodgson (Phoenicurus hodgsoni) és una espècie d'ocell de la família dels muscicàpids (Muscicapidae) que habita praderies i zones amb escassos arbres de la zona oriental de l'Himàlaia, al sud del Tibet i oest i centre de la Xina. El seu estat de conservació es considera de risc mínim.
En diverses llengües rep el nom de "cotxa de Hodgson" (Anglès: Hodgson's Redstart. Francès: Rougequeue de Hodgson), en referència a Brian Houghton Hodgson (1800-1894).